# Tälltjärnen, Norrbotten
Tälltjärnen är en sjö i Luleå kommun i Norrbotten och ingår i Luleälvens huvudavrinningsområde. Sjön är 5,4 meter djup, har en yta på 0,201 kvadratkilometer och befinner sig 32 meter över havet.

## Delavrinningsområde
Tälltjärnen ingår i det delavrinningsområde (729689-177306) som SMHI kallar för Ovan Marsbäcken. Medelhöjden är 47 meter över havet och ytan är 19,79 kvadratkilometer. Det finns ett avrinningsområde uppströms, och räknas det in blir den ackumulerade arean 55,02 kvadratkilometer. Åkerbäcken som avvattnar avrinningsområdet har biflödesordning 2, vilket innebär att vattnet flödar genom totalt 2 vattendrag innan det når havet efter 21 kilometer. Avrinningsområdet består mestadels av skog (79 procent). Avrinningsområdet har 0,58 kvadratkilometer vattenytor vilket ger det en sjöprocent på 2,9 procent.